# Phalacrus sericeus
Phalacrus sericeus là một loài bọ cánh cứng trong họ Phalacridae. Loài này được Kirsch miêu tả khoa học năm 1873.